# Tuxentius cretosus
Tuxentius cretosus is een vlinder uit de familie van de Lycaenidae. De wetenschappelijke naam van de soort is, als Castalius cretosus, voor het eerst geldig gepubliceerd in 1876 door Arthur Gardiner Butler. De soort heeft voor zover bekend een disjunct verspreidingsgebied in Afrika, en komt in het oosten voor in de Hoorn van Afrika, Kenia en Oeganda, in het westen in Senegal.

## Ondersoorten
In het westen van Afrika
- Tuxentius cretosus cretosus
- Tuxentius cretosus lactinatus (Butler, 1886)
- Tuxentius cretosus usemia (Neave, 1904)

In het oosten van Afrika
- Tuxentius cretosus nodieri (Oberthür, 1883)